# Chelidonium (escarabajo)
Chelidonium es un género de escarabajos longicornios.

## Especies
- Chelidonium argentatum (Dalman, 1817)
- Chelidonium binotaticolle Pic, 1937
- Chelidonium boessnecki Skale, 2021
- Chelidonium bryanti Podaný, 1974
- Chelidonium buddleiae Gressitt & Rondon, 1970
- Chelidonium cheongae (Bentanachs & Drouin, 2013)
- Chelidonium cinctum (Guérin-Méneville, 1844)
- Chelidonium citri Gressitt, 1942
- Chelidonium hefferni Skale, 2020
- Chelidonium nepalense Hayashi, 1976
- Chelidonium obscurum Hayashi, 1982
- Chelidonium punctigerum (Pascoe, 1869)
- Chelidonium semivenereum Hayashi, 1984
- Chelidonium venereum Thomson, 1865
- Chelidonium viktora Skale, 2020
- Chelidonium zaitzevi Plavilstshikov, 1933